# Streblosa axilliflora
Streblosa axilliflora är en måreväxtart som beskrevs av Elmer Drew Merrill. Streblosa axilliflora ingår i släktet Streblosa och familjen måreväxter.
Artens utbredningsområde är Filippinerna. Inga underarter finns listade i Catalogue of Life.